# Исельт, Макс Рихард
Макс Ри́хард И́сельт (в.-луж. Max Richard Iselt, 2 апреля 1889 года, Будишин, Лужица, Германия — 16 октября 1965 года, Будишин, ГДР) — серболужицкий писатель, переводчик и педагог. Писал на верхнелужицком языке.

## Биография
Родился 2 апреля 1889 года в семье почтальона в Будишине. С 1896 года по 1904 год обучался в народной школе. В 1904 году поступил в будишинское педагогическое училище, которое закончил в 1910 году. Потом работал учителем в деревне Вульке-Велькове. С 1911 года по 1913 год учительствовал в деревне Горна-Горка, с 1913 по 1916 год — в деревне Поршицы. Участвовал в Первой мировой войне. После демобилизации продолжил работать учителем в деревне Поршицы. С 1922 года по 1927 год преподавал в деревне Коморово и с 1927 года по 1941 год — в деревне Букецы. В 1941 году как представитель серболужицкой интеллигенции был сослан нацистскими властями в Бескиды.  В 1945 году был призван на военную службу. Зимой 1945 года принимал участие в сражениях Второй мировой войны в составе немецкого ополчения. Находился в советском плену. 
В 1945 году возвратился на родину. С 1945 года по 1948 год участвовал в организации школьного отдела культурно-общественной организации «Домовина». С 1948 года по 1957 год был директором Серболужицкой центральной библиотеки и одним из организаторов Института серболужицкого народонаселения (сегодня — Серболужицкий институт) в Будишине.
В 1957 году вышел на пенсию. Скончался 16 октября 1965 года в Будишине.

## Сочинения
- Daniel Defoe, Robinson, перевод, 1949;
- Z brěmješka dopomnjenkow, повесть, 1951;
- Jonathan Swift, Guliwer pola palčikow, перевод, 1951;
- Bitwa w serbskej korčmje, повесть, 1962.